# Riccia mangalorica
Riccia mangalorica là một loài rêu trong họ Ricciaceae. Loài này được Ahmad ex Jovet-Ast mô tả khoa học đầu tiên năm 2003.